# Gamasomorpha barbifera
Gamasomorpha barbifera là một loài nhện trong họ Oonopidae.
Loài này thuộc chi Gamasomorpha. Gamasomorpha barbifera được miêu tả năm 2007 bởi Tong & Li.